# Fabiano Santacroce
Pour les articles homonymes, voir Santacroce.
Fabiano Santacroce est un footballeur italien né le 24 août 1986 à Camaçari (Bahia), au Brésil. Il joue au poste de défenseur.

## Biographie
Il possède six sélections en équipe d'Italie espoirs et a été convoqué une fois en équipe senior.